# 1,3-α-L-フコシダーゼ
1,3-α-L-フコシダーゼ(1,3-alpha-L-fucosidase、EC 3.2.1.111)は、糖タンパク質中のα-L-フコース残基及びN-アセチルグルコサミン残基の間の1,3-結合を切断する酵素である。
この酵素は加水分解酵素、特にO-及びS-グリコシル化合物を加水分解するグリコシダーゼに分類される。系統名は、3-α-L-フコシル-N-アセチルグルコサミニル-グリコプロテイン フコヒドロラーゼ(3-alpha-L-fucosyl-N-acetylglucosaminyl-glycoprotein fucohydrolase)である。この酵素は、グリカン構造の分解に関与している。